# AIK Fotbolls säsong 1905
AIK lyckades säsongen 1905 inte ta SM-guld, utan åkte ut i semifinal återigen, precis som 1904, fast denna gång mot IFK Stockholm. I Bollspelsförbundets klass 1 kom AIK på tredje plats efter segrande Djurgården och tvåan IFK Uppsala.

## Tabell
|   |                | S  | V | O | F | GM | IM | MS  | P  |
| - | -------------- | -- | - | - | - | -- | -- | --- | -- |
| 1 | Djurgårdens IF | 10 | 8 | 2 | 0 | 25 | 6  | +19 | 18 |
| 2 | IFK Uppsala    | 10 | 5 | 3 | 2 | 21 | 15 | +6  | 13 |
| 3 | AIK            | 10 | 4 | 2 | 4 | 15 | 14 | +1  | 10 |
| 4 | IFK Stockholm  | 10 | 3 | 3 | 4 | 16 | 17 | -1  | 9  |
| 5 | Stockholms IK  | 10 | 3 | 0 | 7 | 8  | 26 | -18 | 6  |
| 6 | Östermalms IF  | 10 | 2 | 0 | 8 | 11 | 18 | -7  | 4  |

## Matcher
Alla matcher spelade 1905. AIK:s gjorda mål står alltid först.
| Datum        | Stadion | Motståndare    | Resultat      | Match | Publik |
| ------------ | ------- | -------------- | ------------- | ----- | ------ |
| 7 maj        | Okänd   | Östermalms IF  | 3-0           | SBK1  | Saknas |
| 12 maj       | Okänd   | IFK Stockholm  | 2-1           | SBK1  | Saknas |
| 21 maj       | Okänd   | IFK Uppsala    | 3-3           | SBK1  | Saknas |
| 30 maj       | Okänd   | Djurgårdens IF | 0-2           | SBK1  | Saknas |
| 9 juni       | Okänd   | Östermalms IF  | 0-2           | SBK1  | Saknas |
| 13 juni      | Okänd   | Stockholms IK  | Förlust på WO | SBK1  | Saknas |
| 27 juni      | Okänd   | Stockholms IK  | 2-0           | SBK1  | Saknas |
| 7 juli       | Okänd   | Västermalms IF | 9-1           | SM    | Saknas |
| 28 juli      | Okänd   | IF Swithiod    | 6-1           | SM    | Saknas |
| 27 augusti   | Okänd   | Södermalms IK  | 4-2           | SM    | Saknas |
| 10 september | Okänd   | IFK Köping     | 5-1           | SM    | Saknas |
| 15 oktober   | Okänd   | IFK Stockholm  | 4-4           | SM    | Saknas |
| 22 oktober   | Okänd   | IFK Stockholm  | 0-3           | SM    | Saknas |
| 29 oktober   | Okänd   | IFK Uppsala    | 1-1           | SBK1  | Saknas |
| 5 november   | Okänd   | Djurgårdens IF | 2-4           | SBK1  | Saknas |
| 12 november  | Okänd   | IFK Stockholm  | 2-1           | SBK1  | Saknas |

- SM = Svenska Mästerskapet
- SBK1 = Svenska Bollförbundets serie klass 1